# Pitekunzaur
Pitekunzaur (Pitekunsaurus) – rodzaj zauropoda z grupy tytanozaurów (Titanosauria). Żył w późnej kredzie na terenie dzisiejszej Ameryki Południowej. Jego szczątki odnaleziono w warstwach formacji Neuquén w Argentynie. Materiał kopalny obejmował kilka kości czaszki (w tym mózgoczaszkę), cztery kręgi ogonowe, cztery szyjne i trzy grzbietowe, łopatkę, prawą kość łokciową, niekompletną kość ramienną, fragmenty żeber oraz ząb, przypominający kształtem zęby zaawansowanych ewolucyjnie tytanozaurów. Budowa kręgów ogonowych wskazuje na bliskie pokrewieństwo z innym późnokredowym przedstawicielem Titanosauria – Rinconsaurus caudamirus.
Nazwa Pitekunsaurus znaczy „ujawniony jaszczur” i pochodzi od greckiego słowa sauros („jaszczur”) oraz pitekun, pochodzącego z języka Mapuczów i oznaczającego „ujawniać”. Epitet gatunkowy gatunku typowego, Pitekunsaurus macayai, honoruje Luisa Macayaę, który odnalazł skamieniałości w kwietniu 2004.